# Paulhac (Haute-Garonne)
Paulhac ([po.jak], okzitanisch Paulhac) ist eine französische Gemeinde mit 1.250 Einwohnern (Stand: 1. Januar 2022) im Département Haute-Garonne in der Region Okzitanien (vor 2016: Midi-Pyrénées). Sie gehört zum Arrondissement Toulouse und zum Kanton Pechbonnieu. Die Einwohner werden Paulhacois genannt.

## Geographie

Blick auf Paulhac aus der Luft

Paulhac liegt etwa 18 Kilometer nordnordöstlich von Toulouse. Umgeben wird Paulhac von den Nachbargemeinden Bessières im Norden, Buzet-sur-Tarn im Nordosten und Osten, Gémil im Osten, Montastruc-la-Conseillère im Südosten und Süden, Garidech im Süden, Bazus im Südwesten sowie Montjoire im Westen und Nordwesten.

## Geschichte
Der Ort wurde erstmals im 10. Jahrhundert als „Pauliens“ genannt. Bis zur Revolution übten verschiedene Grundherren die Herrschaft im Ort aus.

### Bevölkerungsentwicklung
| Jahr                       | 1962 | 1968 | 1975 | 1982 | 1990 | 1999 | 2006 | 2013 | 2020 |
| Einwohner                  | 382  | 416  | 458  | 577  | 684  | 916  | 1068 | 1191 | 1248 |
| Quellen: Cassini und INSEE |      |      |      |      |      |      |      |      |      |

## Sehenswürdigkeiten

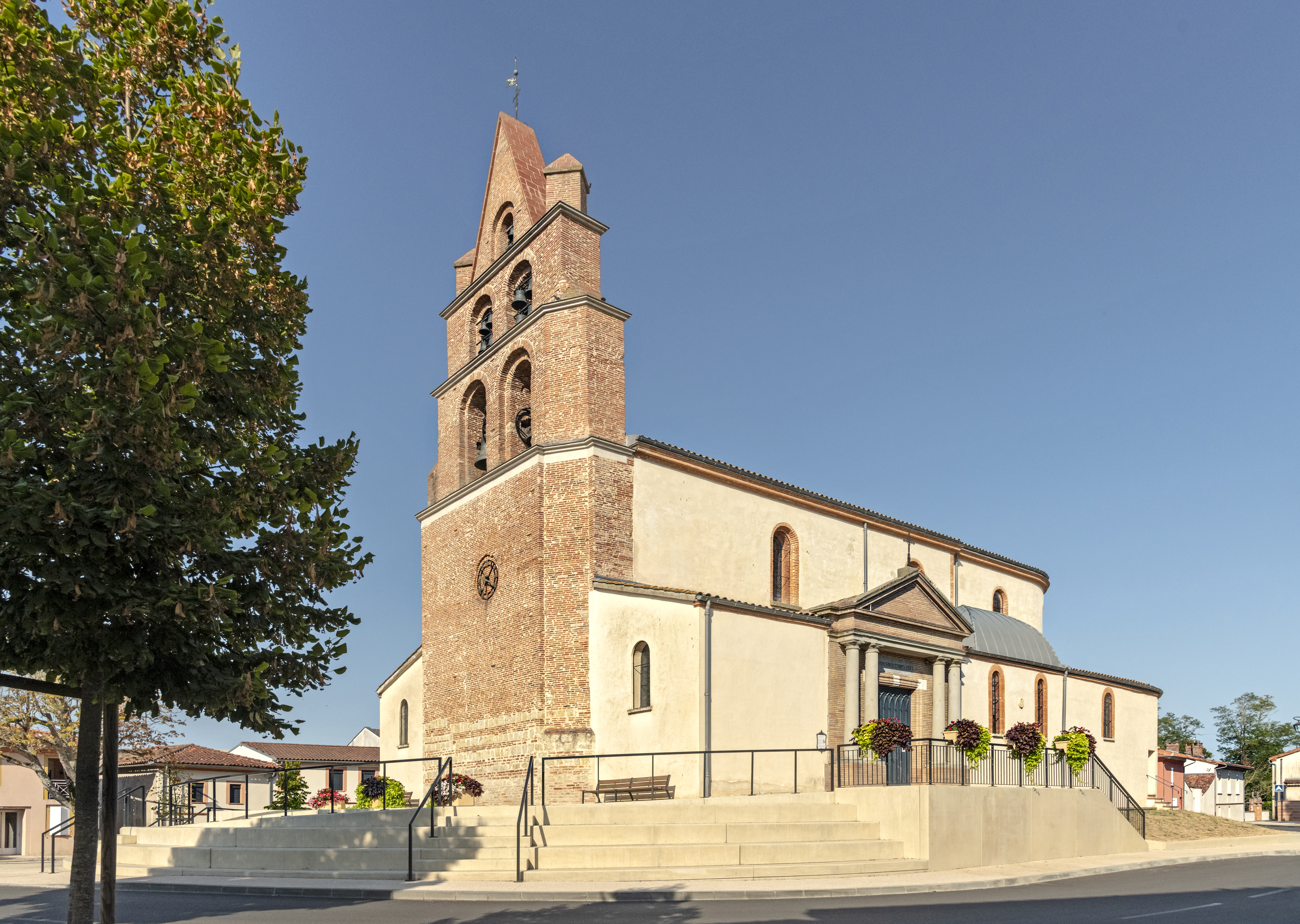
Kirche Notre-Dame

- Kirche Notre-Dame